# James Zachos

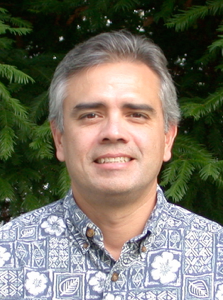
James Zachos

James C. Zachos (* 1959) ist ein US-amerikanischer Ozeanograph, dessen Hauptforschungsgebiete die Paläozeanographie und die Paläoklimatologie sind. Er ist seit dem Jahr 2000 "Professor für Erd- und planetare Wissenschaften" an der University of California, Santa Cruz. Zachos zählt zu den weltweit bedeutendsten Forschern im Bereich Paläozeanographie und Paläoklimatologie.

## Leben und Wirken
Nach einem Bachelor-Abschluss 1981 an der State University of New York und einem Master-Degree 1984 an der University of South Carolina begann Zachos an der University of Rhode Island ein Promotionsstudium in Ozeanographie, das er 1988 mit dem Ph.D. erfolgreich abschloss. Anschließend war er als Postdoc und später als Assistant Research Scientist an der University of Michigan tätig, bevor er 1992 an die University of California wechselte. Dort war er zunächst als Assistant Professor, später als Associate Professor tätig. Im Jahr 2000 wurde er schließlich als Professor auf den Lehrstuhl der Abteilung für Erd- und planetare Wissenschaften berufen.
Zu seinen Forschungsinteressen zählen die Mechanismen hinter den lang- und kurzfristigen Veränderungen des Weltklimas in der Erdgeschichte. Unter anderem befasst er sich mit der chemischen Analyse von Muschelfragmenten aus Sedimentschichten, mit denen er u. a. historische Veränderungen von Ozeantemperaturen und Ozeanströmungen, die Eisbedeckung von Kontinenten und Kohlenstoffflüsse zu ergründen versucht.
Sein h-Index lag im März 2025 bei 103.

## Auszeichnungen (Auswahl)
Er wurde für seine Forschungen vielfach ausgezeichnet. Unter anderem erhielt er die Milutin Milankovic Medal der European Geosciences Union und wurde zu einem Mitglied der American Academy of Arts and Sciences und der National Academy of Sciences gewählt. Für 2022 erhielt er den BBVA Foundation Frontiers of Knowledge Award in der Kategorie "Klimawandel" zugesprochen.
- Mitglied der National Academy of Sciences
- Milutin Milankovic Medal der European Geosciences Union
- Fellow, California Academy of Sciences
- Fellow, American Academy of Arts and Sciences
- Fellow, American Geophysical Union

## Publikationen (Auswahl)
- Richard E. Zeebe et al.: Anthropogenic carbon release rate unprecedented during the past 66 million years. In: Nature Geoscience. Band 9, 2016, S. 325–329, doi:10.1038/ngeo2681.
- Bärbel Hönisch et al.: The Geological Record of Ocean Acidification. In: Science. Band 335, Nr. 6072, 2012, S. 1058–1063, doi:10.1126/science.1208277.
- E. J. Rohling et al.: Making sense of palaeoclimate sensitivity. In: Nature. Band 491, 2012, S. 683–691, doi:10.1038/nature11574.
- James Zachos et al.: An early Cenozoic perspective on greenhouse warming and carbon-cycle dynamics. In: Nature. Band 451, 2008, S. 279–283, doi:10.1038/nature06588.
- James E. Hansen et al.: Target Atmospheric CO2: Where Should Humanity Aim? In: The Open Atmospheric Science Journal. Band 2, 2008, S. 217–231, doi:10.2174/1874282300802010217.
- James Zachos et al.: Rapid Acidification of the Ocean During the Paleocene-Eocene Thermal Maximum. In: Science. Band 308, Nr. 5728, 2005, S. 1611–1615, doi:10.1126/science.1109004.
- James Zachos et al.: A Transient Rise in Tropical Sea Surface Temperature During the Paleocene-Eocene Thermal Maximum. In: Science. Band 302, Nr. 5650, 2003, S. 1551–1554, doi:10.1126/science.1090110.
- James Zachos et al.: Trends, Rhythms, and Aberrations in Global Climate 65 Ma to Present. In: Science. Band 292, Nr. 5517, 2001, S. 686–693, doi:10.1126/science.1059412.
- James Zachos et al.: Climate Response to Orbital Forcing Across the Oligocene-Miocene Boundary. In: Science. Band 292, Nr. 5515, 2001, S. 274–278, doi:10.1126/science.1058288.
- James Zachos et al.: Geochemical evidence for suppression of pelagic marine productivity at the Cretaceous/Tertiary boundary. In: Nature. Band 337, 1989, S. 61–64, doi:10.1038/337061a0.